# Brighton Sharbino
Pour les articles homonymes, voir Sharbino.
Brighton Rose Sharbino, née le 19 août 2002 à Flower Mound (Texas), est une actrice américaine.

## Biographie
Brighton Sharbino est principalement connue pour avoir joué son rôle de Lizzie Samuels dans la quatrième saison de la série télévisée The Walking Dead. En 2012, elle a aussi interprété le rôle d'Abigail Sciuto enfant dans l'épisode Hit and Run de la série télévisée NCIS.
Brighton a une sœur, Saxon Sharbino, ainsi qu'un frère, Sawyer Sharbino.
Elle a aussi participé à différentes séries télévisées, tel que Prime Suspect, Hannah Montana ou encore The New Normal.
Le 16 mars 2014, elle sort un single en collaboration avec Kyla Kenedy intitulé Begin Again disponible en téléchargement sur iTunes.
Elle joue en 2018 l'un des rôles centraux à l'intrigue dans un épisode de la quatorzième saison de la série télévisée Esprits criminels.

## Filmographie

### Cinéma
- 2014 : Cheap Thrills : Luann
- 2016 : Miracles du Ciel (Miracles from heaven) : Abby Beam
- 2017 : Bitch de Marianna Palka : Tiffany Hart
- 2020 : Beckman

### Téléfilm
- 2017 : On a échangé nos Noëls (Christmas in the Heartland) : Jessie Wilkins
- 2020 : Urban Country : Faith

### Télévision
- 2008 : Friday Night Lights : Emotional Fan
- 2010 : Hannah Montana : Cammi
- 2011 : Suspect Numéro 1 : New York (Prime Suspect) : Rita Tanner
- 2012 : The New Normal : Sarah
- 2013 : NCIS : Enquêtes spéciales (NCIS) : Abby Sciuto enfant
- 2013 - 2015 : The Walking Dead : Lizzie Samuels (rôle récurrent - 9 épisodes)
- 2014 : True Detective : Macie Hart
- 2014 : Once Upon a Time : Ingrid jeune
- 2017 : New York Unité Spéciale (Law & Order: Special Victims Unit) : Mandy Browler (saison 19, épisode 4)
- 2018 : Esprits criminels (Criminal Minds) : Chelsea Davis (saison 14, épisode 5)